# Cornia Nou
Cornia Nou (auch Curnià Nou; vollständiger Name Poblat talaiòtic de Cornia Nou, „Talayotische Siedlung von Cornia Nou“) ist eine archäologische Fundstätte auf der spanischen Baleareninsel Menorca. Die Siedlung, die der Talayot-Kultur zugeordnet wird, befindet sich in der Gemeinde Maó im Osten der Insel.

## Lage
Die archäologische Stätte von Cornia Nou befindet sich 2,5 km westsüdwestlich vom Zentrum Maós und etwa 150 m nördlich der Straße Me-12 nach Sant Climent. Zu erreichen ist sie nur über eine schmale Straße, die vom Cami Vell de Sant Climent zur Einmündung des Carrer de Bajoli in die Avinguda des Cap de Cavalleria im Industriegebiet (Polígon industrial) im Westen Maós führt, von wo aus der Weg zur Fundstätte ausgeschildert ist. Die talayotische Siedlung von Sa Cudia Cremada liegt ca. 800 m östlich, der Talayot de Torelló ca. 1100 m westlich.
Die Fundstätte befindet sich auf Privatgelände und darf nur sonnabends ab 10 Uhr betreten werden. Schautafeln geben dem Besucher nähere Informationen.

## Beschreibung

### Überblick
Die Fundstätte, an der seit 2007 Grabungen des Museu de Menorca durchgeführt werden, besteht aus zwei separaten Teilen. Im Westen steht einer der größten Talayots der Insel, ein turmartiges Bauwerk in Form eines Kegelstumpfs, das ohne Mörtel aus übereinander gehäuften großen Steinen errichtet wurde. Talayots findet man nur auf Mallorca und Menorca. Sie entstanden um 850 v. Chr. in der frühen Eisenzeit und wurden um 550 v. Chr. wieder aufgegeben. Die Ausgrabungen haben einige Nebengebäude freigelegt, die im Süden und Westen an den Talayot angrenzen. Etwa 80 Meter östlich befindet sich ein zweiter, deutlich kleinerer Talayot mit einem inneren Korridor, der als Eingangstor zu einem teilweise von einer Zyklopenmauer umgebenen Hügel angesehen wird. Hier könnte sich auf einer Fläche von 4000 m² der ursprüngliche Kern der Siedlung befunden haben.

### Der westliche Talayot und seine Nebengebäude
Das auffälligste Element der Anlage ist der westliche Talayot. Er besitzt einen kreisförmigen Grundriss mit einem Durchmesser von 26 Metern und ist 10 Meter hoch. Bei einem Volumen von 3650 ± 300 m³ wurden rund 7300 t Kalkstein zu seinem Bau verwendet. Das Bauwerk besteht aus großen, grob behauenen Steinen, die in horizontalen Schichten aus konzentrischen Kreisen verlegt wurden. Seine ursprüngliche Höhe ist nicht bekannt, da noch in den 1940er Jahren Steinblöcke von seiner Spitze entnommen wurden. Von Osten und Westen führen schmale steile Treppen ins Innere des Talayots. Man nimmt an, dass sie auf seine obere Plattform führten. Durch Einstürze in der Vergangenheit enden sie heute jedoch blind. Dagegen führt eine eindrucksvolle 2,20 m breite Freitreppe, die sich außen in die Wand des Bauwerks einschneidet, vom Dach eines südlich angrenzenden Gebäudes auch heute noch auf den Talayot.
Das südliche Gebäude wurde zwischen 2008 und 2012 vollständig ausgegraben. Das von einer doppelwandigen Mauer begrenzte Gebäude besitzt eine leicht nach innen gebogene 13 Meter breite Fassade. Ein zentrales Eingangstor mit einem großen Monolithen als Türsturz führt im Inneren auf einen Korridor. Dieser besitzt im hinteren Teil eine Herdstelle. Ein westlicher Raum ist in vier kleinere Kammern geteilt. Ein kleinerer östlicher Raum besitzt eine Pflasterung. Der Korridor endet in einem Gebäudeteil, der mit Steinen aufgefüllt wurde – mit Ausnahme eines schmalen Ganges, der auf das Dach führt. Von hier erreicht man über die Freitreppe die Spitze des Talayots. Innerhalb des südlichen Gebäudes wurde eine große Anzahl von Werkzeugen wie Mahlsteine, Stößel, Punzen, Ahlen und Knochenspatel gefunden, die zur Lebensmittelverarbeitung und zur Produktion verschiedener Gebrauchsgüter gedient haben. Darüber hinaus fanden sich Knochen von domestizierten Tieren wie Ziege, Schaf, Schwein und Rind, aber auch vom Rothirsch, sowie nahe der Herdstruktur Reste verkohlten Getreides.  Letzteres fiel wohl an, als das Korn zur Erleichterung des Entspelzens geröstet wurde. Gefunden wurden außerdem Scherben talayotischer, karthagischer, römischer, iberischer und islamischer Keramik. Die Forscher schlussfolgerten, dass das Gebäude in talayotischer Zeit dazu diente, die Verarbeitung, Lagerung und Verteilung von Produkten zu zentralisieren. Die Gemeinschaft, die hier lebte, zeigte soziale Komplexität und vielleicht eine beginnende gesellschaftliche Schichtung.
Bei der Ausgrabung des südlichen Gebäudes konnten verschiedene Bauphasen nachgewiesen werden. Es wurde versucht, eine Chronologie dieser Baumaßnahmen mit Hilfe der Radiokarbondatierung zu erstellen. Ein Ergebnis war, dass der Talayot bereits am Ende des 2. Jahrtausends v. Chr. gebaut worden sein muss und damit Jahrhunderte früher als andere. Der Talayot und das südliche Gebäude wurden im 6. Jahrhundert v. Chr. aufgegeben, obwohl einige Strukturen an der östlichen Außenseite auch in der Römerzeit genutzt wurden.

Das südliche Gebäude
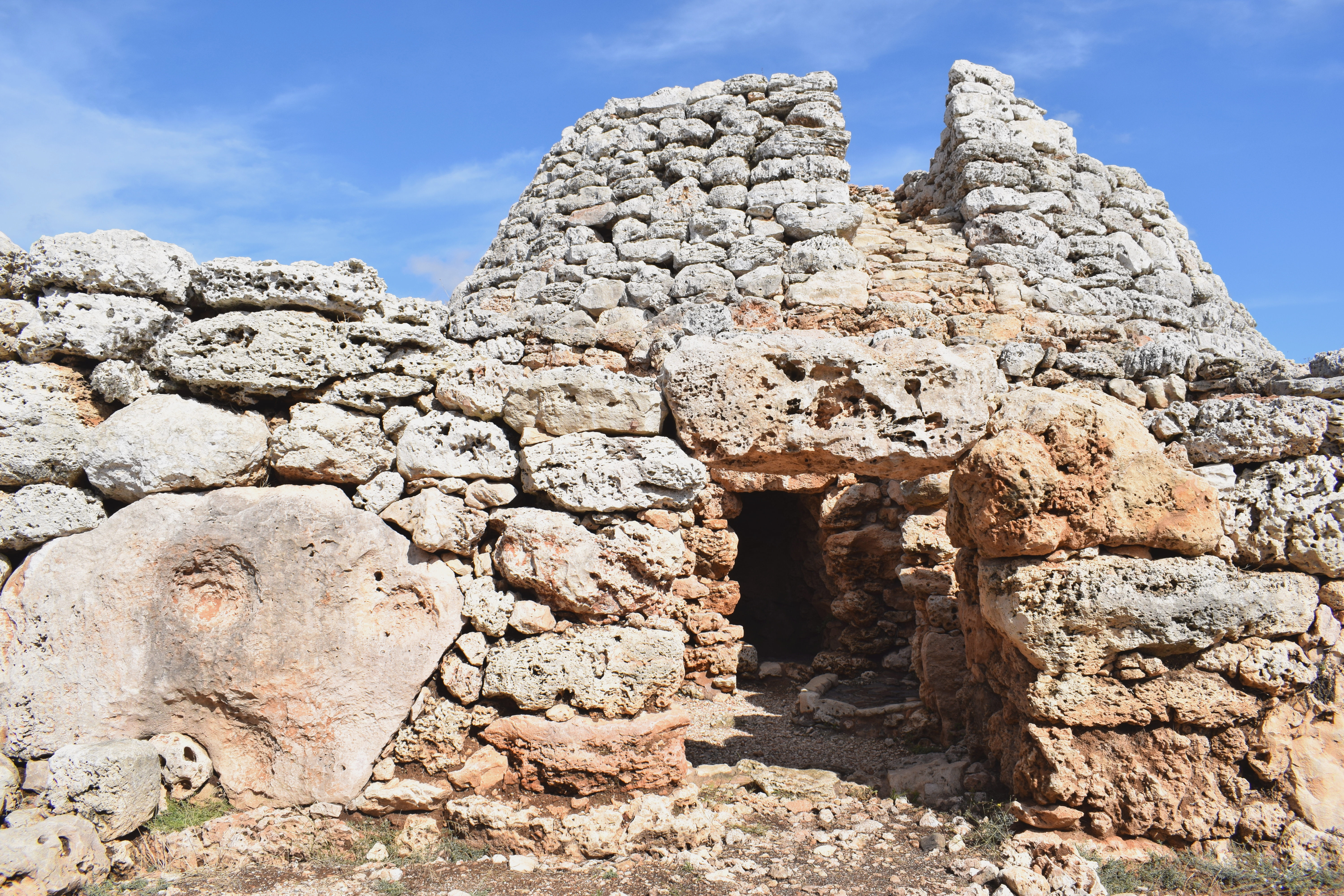
Eingangstor mit Blick in den Korridor
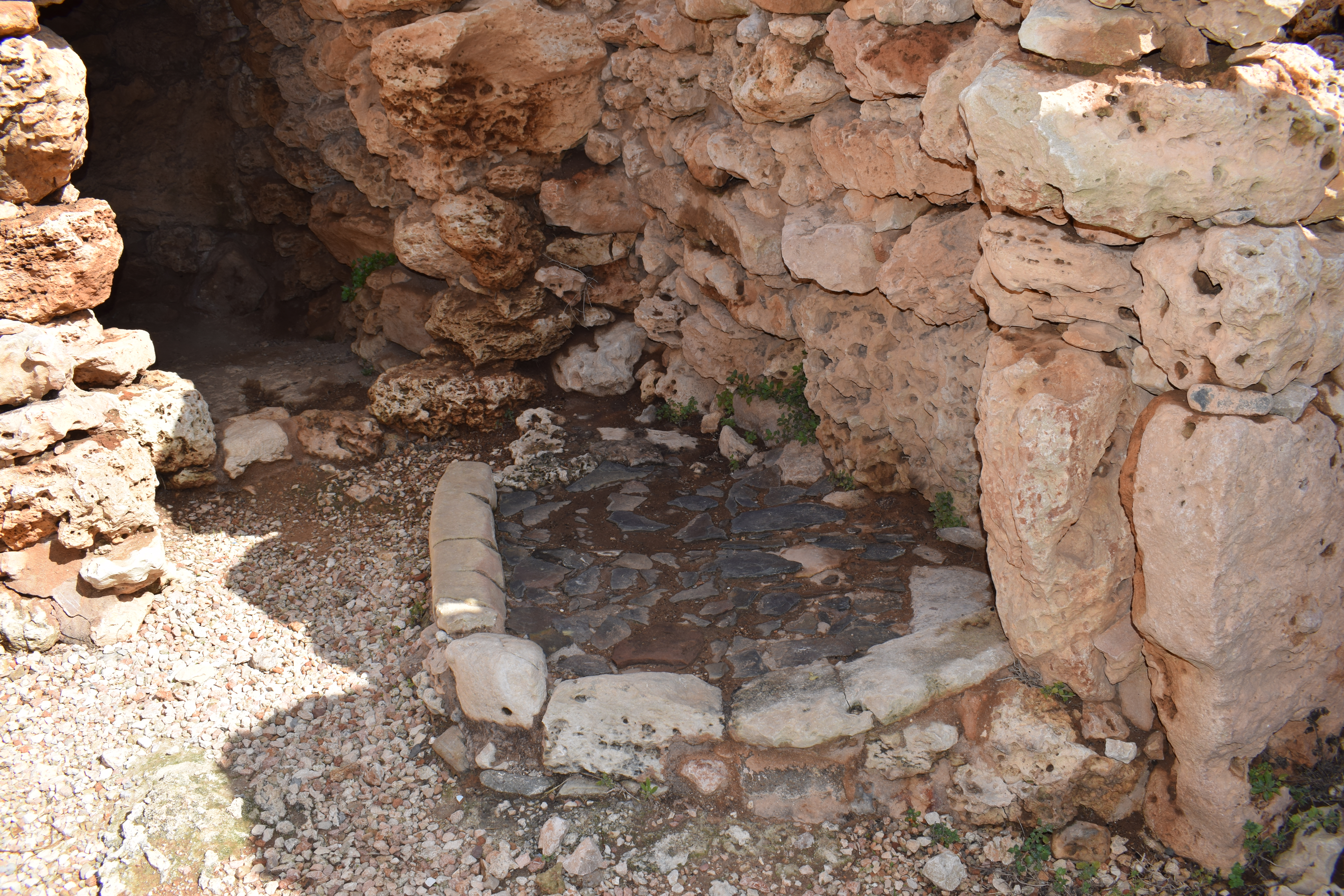
Herdstelle
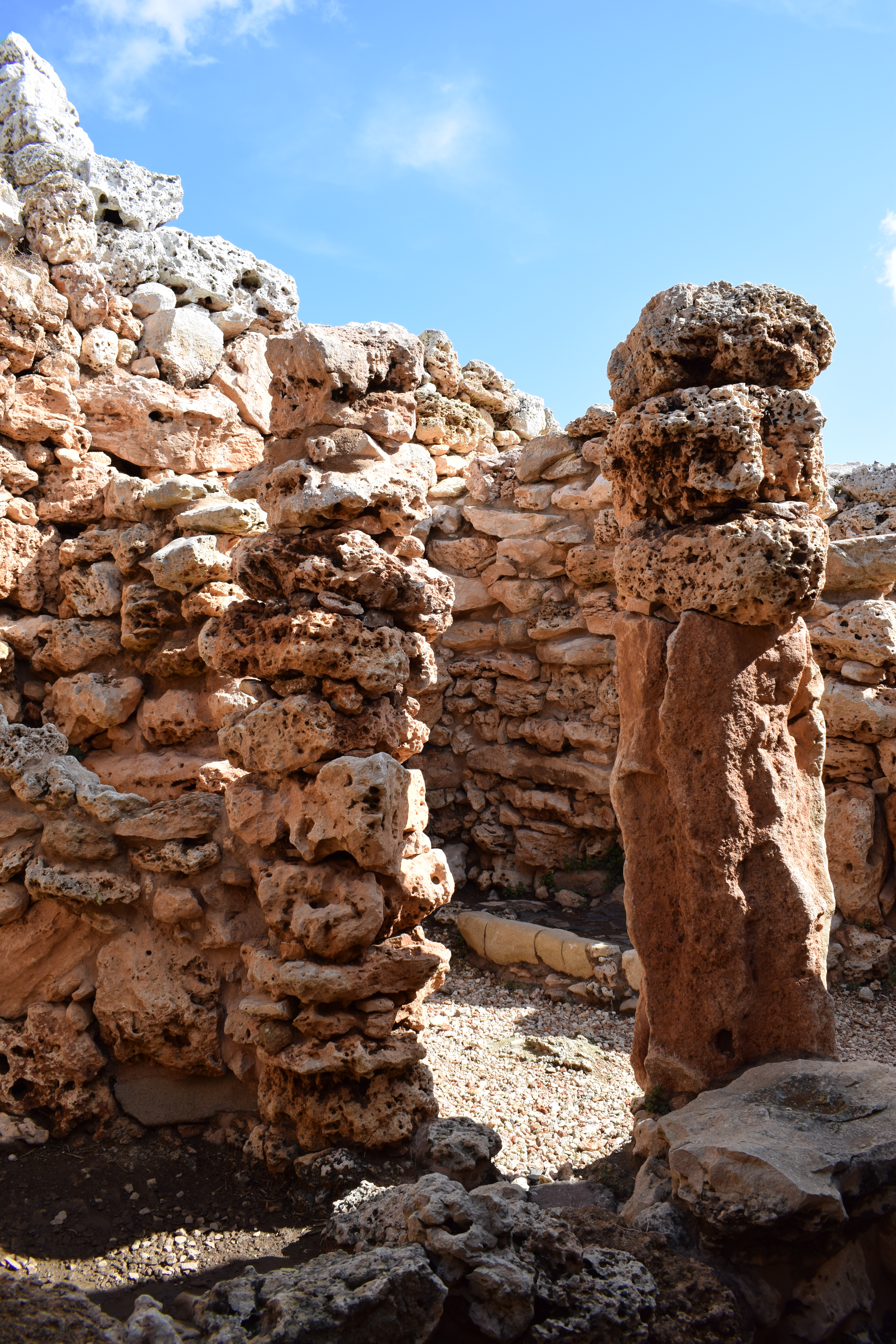
Blick aus dem westlichen Raum in den Korridor
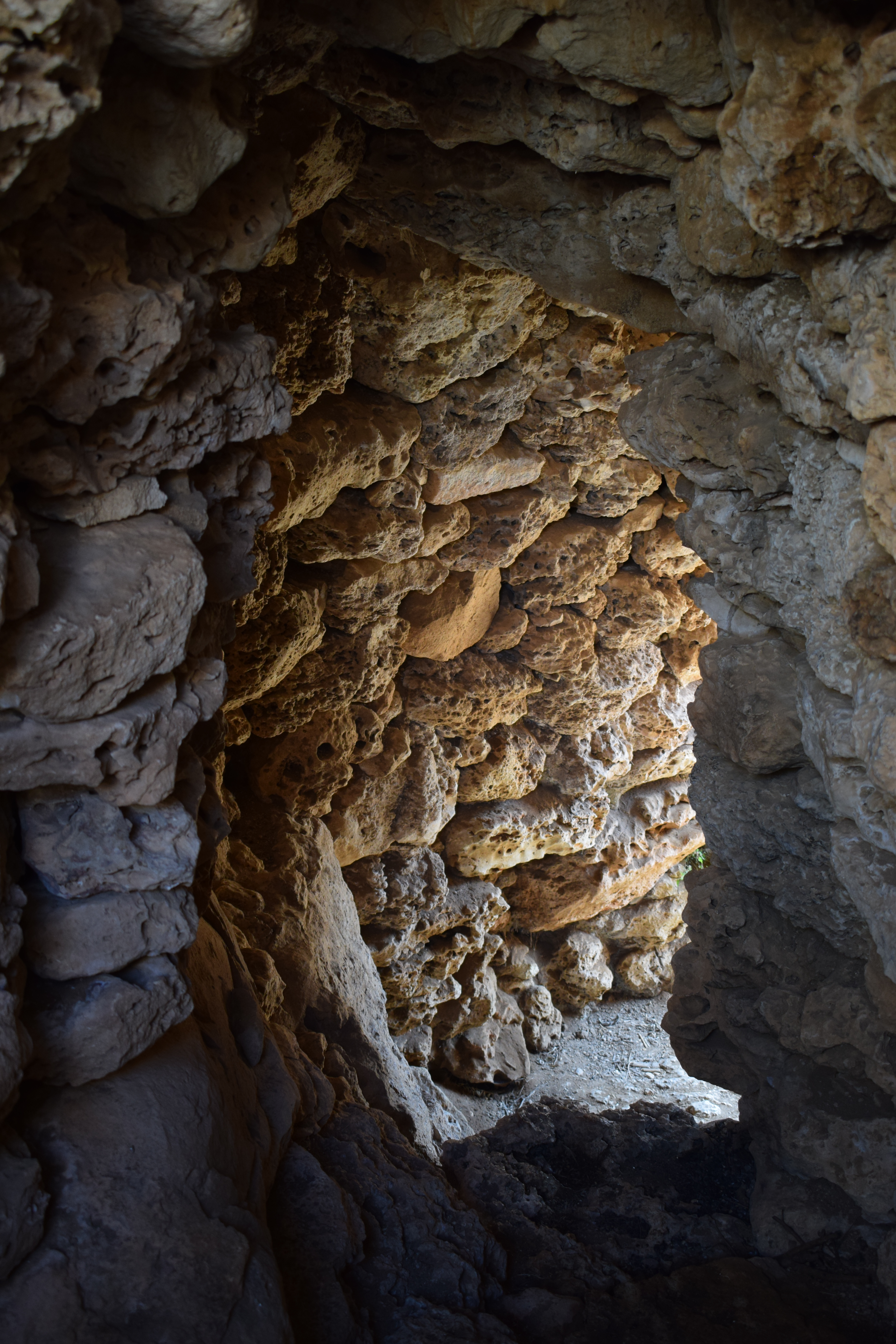
Auf das Dach führender Gang

Seit dem Abschluss der archäologischen Arbeiten am südlichen Gebäude konzentrieren sich die Grabungen auf ein ähnliches, westlich am Talayot lehnendes Gebäude mit einer monumentalen Umfassungsmauer. Seine Fassade ist 8,90 Meter breit. Das Innere wird durch eine Mauer in zwei etwa gleich große Räume geteilt. Im zentralen Teil der Westfassade öffnen sich zwei Portale, die in diese Räume führen. Die Räume waren einmal durch eine Öffnung in der Trennwand verbunden, die aber schon in prähistorischer Zeit geschlossen wurde. Die Ausgrabung des südlichen der beiden Räume im Jahr 2016 förderte zwei weitere Portale zu Tage, eines durch die Außenwand nach Süden – auch dieses wurde bereits vor der Aufgabe des Gebäudes geschlossen – und eines zum Talayot. Im Raum befindet sich eine zwei Meter hohe polylithische Säule aus fünf Steinen. Der oberste könnte bereits der Deckstein sein. Da die Umfassungsmauer höher ist, könnte das auf die frühere Existenz eines Zwischengeschosses hindeuten. Auf dem Boden wurden – wie im Südgebäude – Mahlsteine, Stößel und andere Werkzeuge gefunden.

### Der östliche Talayot
Der östliche Talayot ist deutlich kleiner als der westliche. Sein Durchmesser beträgt lediglich 12 Meter. Er wird von Norden nach Süden von einem bis zu 4 Meter hohen und 1,60 Meter breiten, überdachten Korridor durchlaufen. Der Talayot lehnt sich an die Reste einer älteren Mauer, die ursprünglich ein Areal auf dem hinter ihr liegenden Hügel abgrenzte. Er könnte einen monumentalen Zugang zu diesem Areal gebildet haben. Im westlichen Flügel des Talayots befindet sich eine Kammer mit einer schießschartenartigen Wandöffnung zum Korridor. Dieser Teil des Fundortes wurde bereits zwischen 2007 und 2008 untersucht und zeugt von erneuter Nutzung der Siedlung im 4.–3. Jahrhundert v. Chr. Am Fuß des Talayots gibt es zwei in den Fels gegrabene Zisternen mit einer Reihe von Wasserauffangkanälen. Die größere konnte 16, die kleinere 4 Kubikmeter Wasser aufnehmen. Als sie in den letzten Jahrhunderten v. Chr. ihre Funktion verloren hatten, wurden sie bis ins Mittelalter als Abfallgruben genutzt. Große Mengen an Keramik zeigen, dass die Siedlung noch in der islamischen Zeit, die von 903 bis 1287 dauerte, bewohnt war.
Auf dem Gelände der Fundstätte befinden sich zudem mehrere künstliche Grabhöhlen (Hypogäen) aus der ersten Phase der Nutzung.

Der östliche Talayot
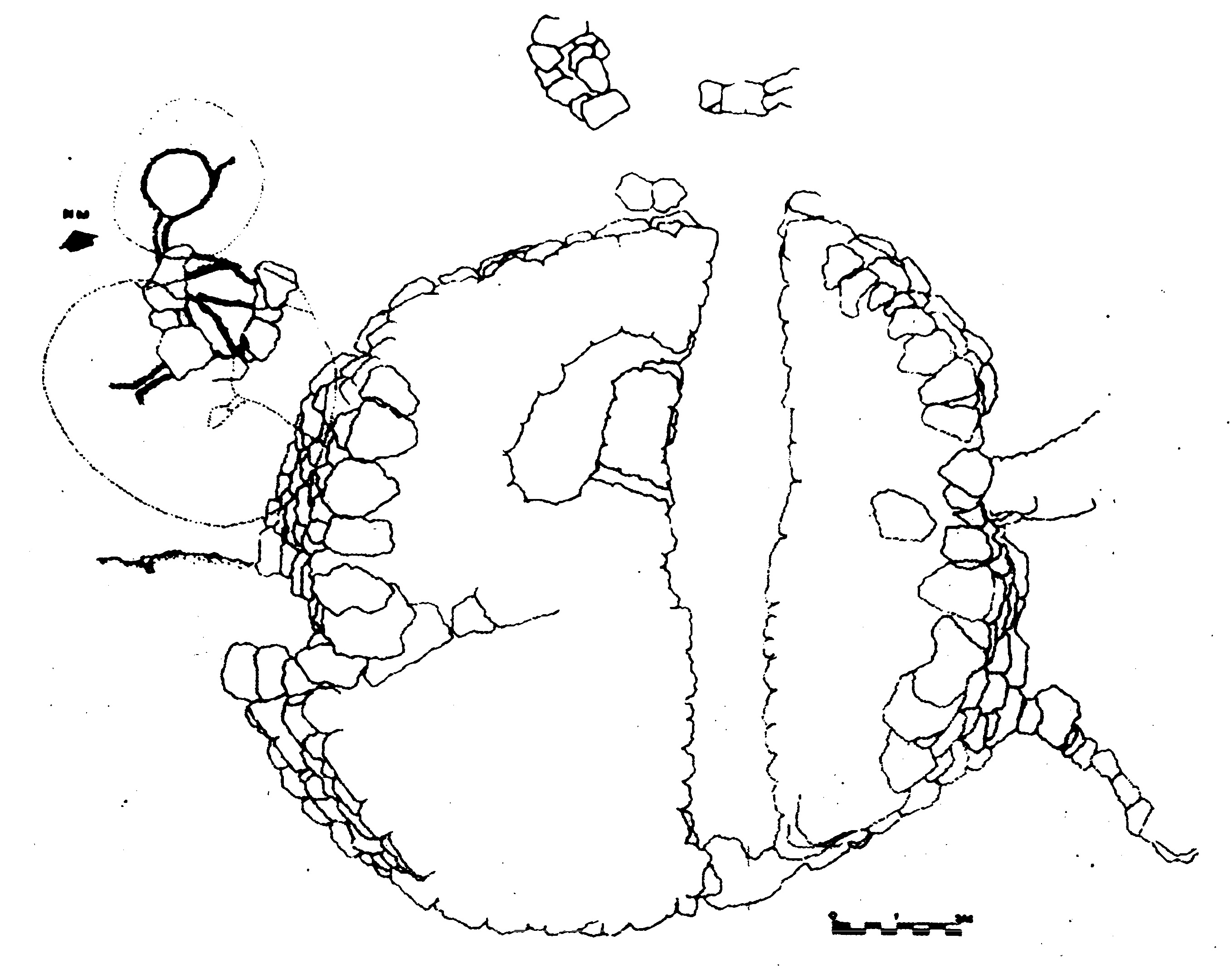
Grundriss
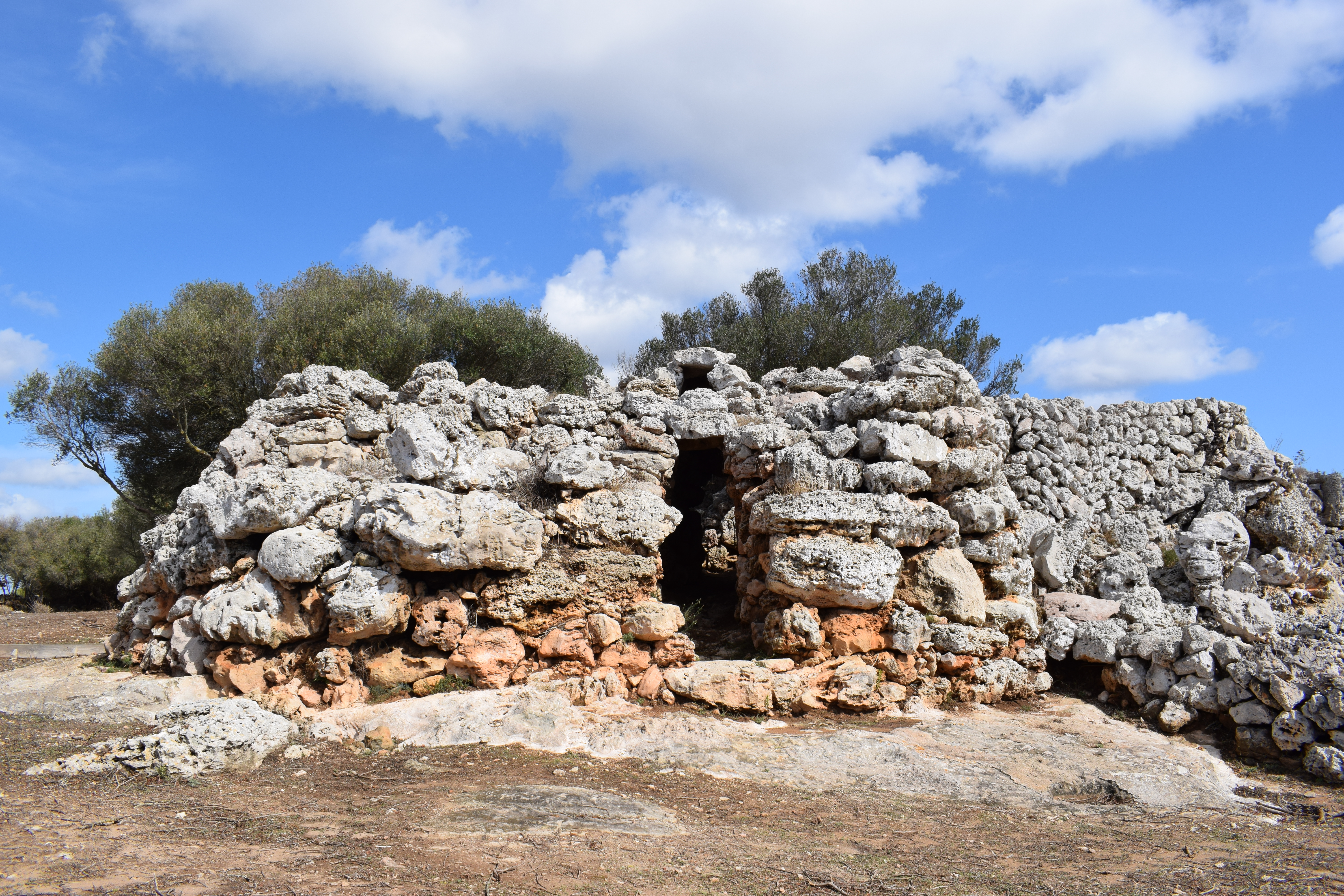
Blick von Süden
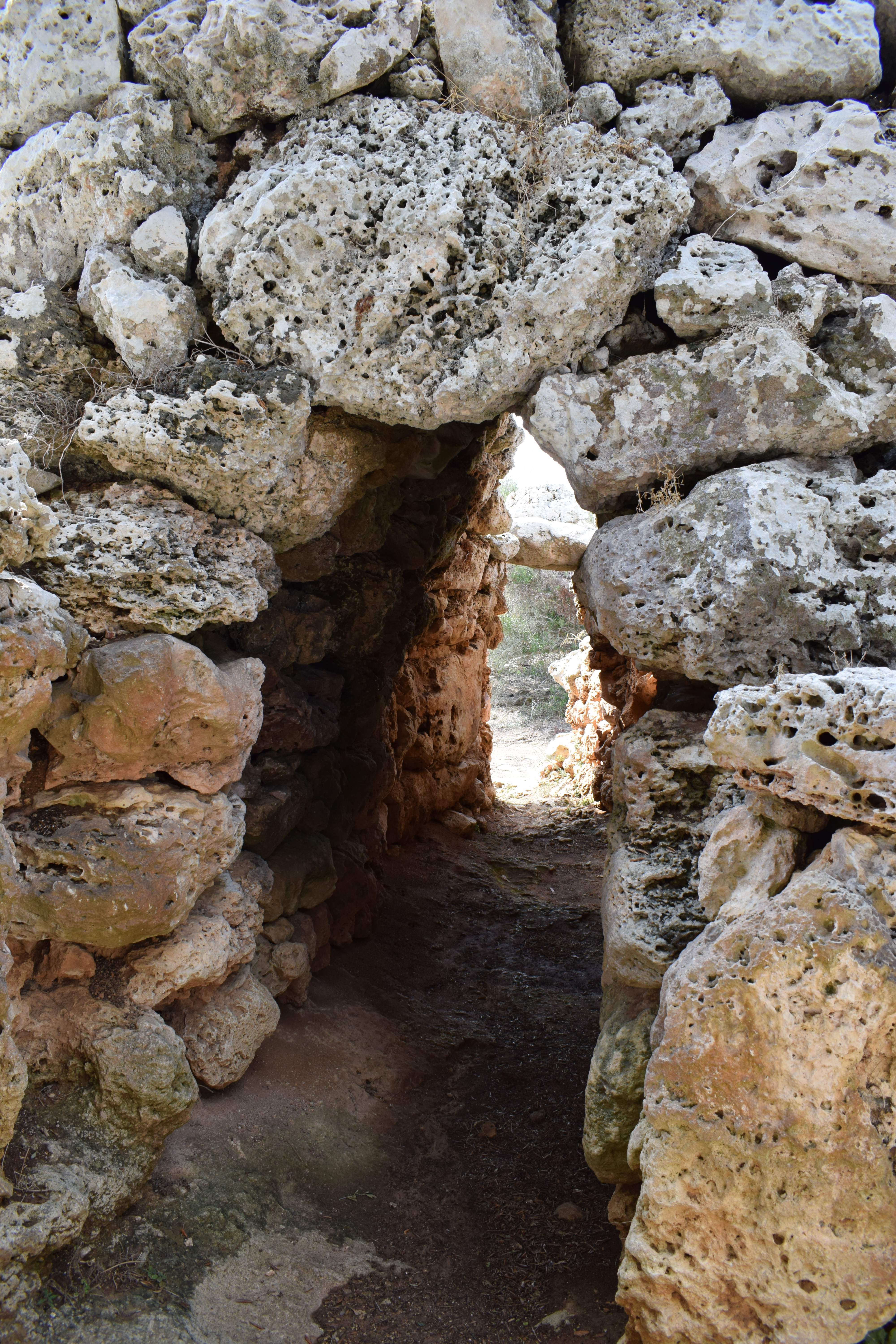
Blick in den Korridor von Norden
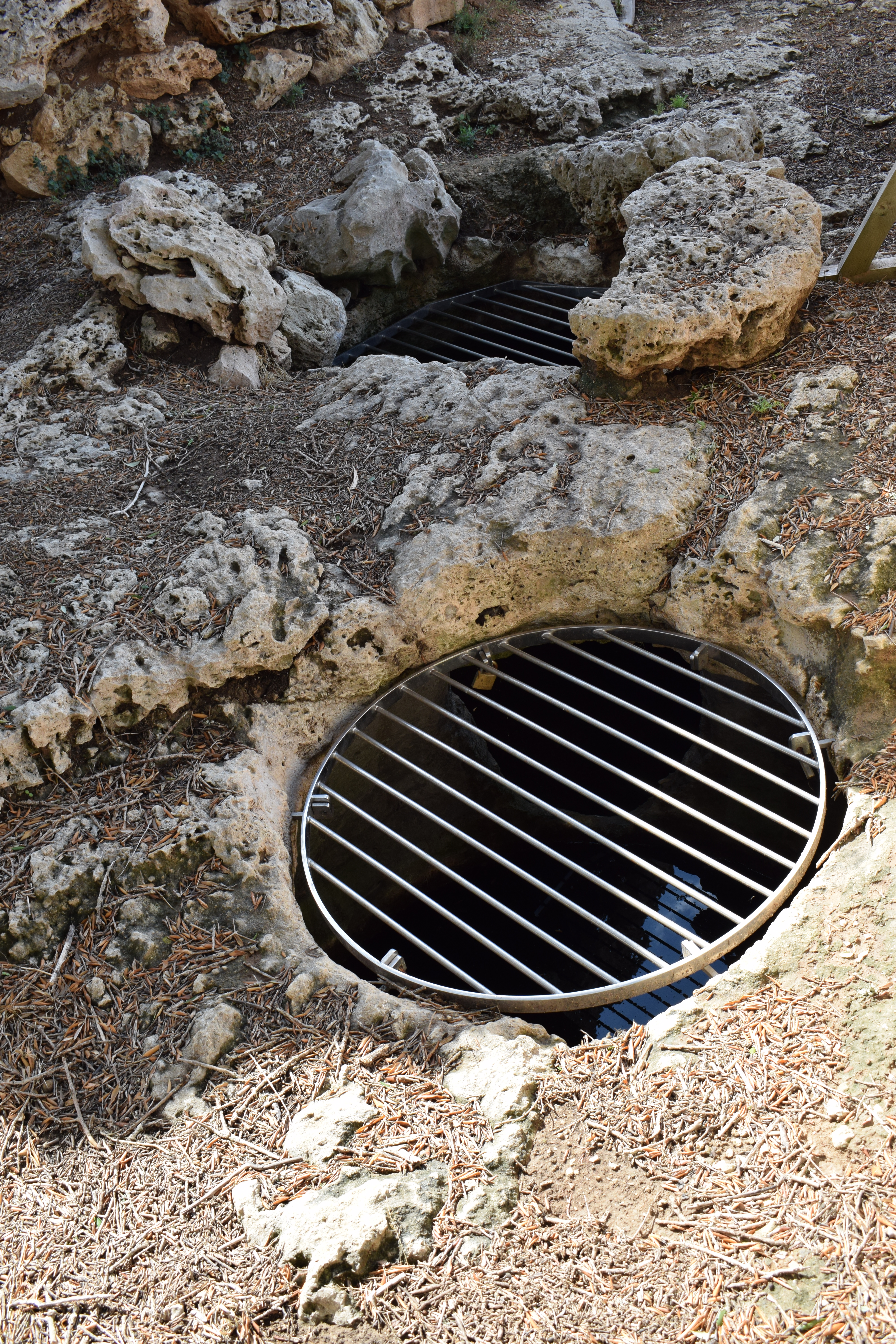
Zwei Zisternen am Talayot

## Denkmalschutz
Die talayotische Siedlung von Cornia Nou ist seit 1966 als Kulturgut (Bien de Interés Cultural) geschützt. Die Registriernummer beim spanischen Kulturministerium ist  RI-55-0000847.

## Weltkulturerbe
Cornia Nou gehört zu den 24 archäologischen Stätten, die seit 2023 als „Talayotisches Menorca“ zum Weltkulturerbe zählen.